# Mauro Martinez dos Prazeres
Mauro Martinez dos Prazeres (falecido em 7 de fevereiro de 2012) foi um editor de quadrinhos e RPG brasileiro. Em 1987, fundou a Devir Livraria ao lado de Douglas Quinta Reis e Walder Mitsiharu Yano, que começou como importadora de quadrinhos e, posteriormente, se tornou uma das principais editoras brasileiras de quadrinhos e RPG. Em 2012, Mauro recebeu in memoriam o Troféu HQ Mix na categoria "Homenagem especial".